# اندیس آنومالی فرومد
آنومالی فرومد یک اندیس فلزی است که در حوالی شهر فرومد استان خراسان قرار دارد و مادهٔ معدنی موجود در آن، طلا است.سنگ میزبان این اندیس پریدوتیت، ریوداسیت، دیاباز است  در این اندیس، پاراژنز‌های اپیدوت، سینابر، فلورین، گوتیت، پیریت یافت می‌شوند.